# エグゼビア・ギブソン
エグゼビア・ギブソン（Xavier Gibson、1988年11月3日 - ）は、アメリカ合衆国出身のプロバスケットボール選手である。ポジションはフォワード/センター。

## 来歴
アラバマ州出身。フロリダ州立大学卒業後にプロ選手となり、トルコ・TBLのアンタルヤ、ギリシャのパネレフシニアコスBCに所属していた。
2013年、24歳の時に来日し、bjリーグの信州ブレイブウォリアーズと契約。背番号は3番。bjリーグ 2013-14シーズン12月第2週の群馬クレインサンダーズ戦の活躍で週間MVPを受賞。レギュラーシーズン52試合に出場し、ブロックショット数ランキング3位。
2014年8月、NBLのトヨタ自動車アルバルク東京と契約。背番号15。シーズン終了後退団。
2015年11月、信州に復帰。
Bリーグ元年の2016年、大阪エヴェッサに移籍。
2017年オフ、退団。
2018年2月、大阪に復帰。オフに退団。
2020年1月、新潟アルビレックスBBに移籍。5月に退団。

## 記録
| シーズン         | チーム     | GP | GS | MPG  | FG%  | 3P%  | FT%  | RPG  | APG | SPG | BPG | TO  | PPG  |
| ---------------- | ---------- | -- | -- | ---- | ---- | ---- | ---- | ---- | --- | --- | --- | --- | ---- |
| bjリーグ 2013-14 | 信州       | 52 |    | 28.3 | .509 | .361 | .704 | 10.2 | 2.3 | 1.3 | 2.1 | 3.5 | 17.2 |
| NBL 2014-15      | トヨタ東京 | 54 | 35 | 20.1 | .520 | .333 | .798 | 6.5  | 0.6 | 0.6 | 1.9 | 1.4 | 13.2 |
| bjリーグ 2015-16 | 信州       | 42 | 42 | 32.2 | .480 | .338 | .765 | 10.1 | 2.5 | 1.3 | 2.5 | 3.7 | 22.1 |